# Mande-Sainte-Marie
 (août 2021).
Si vous disposez d'ouvrages ou d'articles de référence ou si vous connaissez des sites web de qualité traitant du thème abordé ici, merci de compléter l'article en donnant les références utiles à sa vérifiabilité et en les liant à la section « Notes et références ».
Mande-Sainte-Marie est un hameau du village de Chenogne dans l’Ardenne belge (province de Luxembourg). Avec Chenogne il fait aujourd’hui partie de la commune de Vaux-sur-Sûre (Région wallonne de Belgique). Le hameau se présente comme une rue en impasse partant au sud du village de Chenogne et longeant un ruisseau se jetant dans le Brul.

## Histoire
Le hameau a une histoire ancienne et était plus important dans le passé qu’il ne l’est aujourd’hui. Le village était paroisse et son église est déjà mentionnée en 1243.  C’est le nom de la paroisse (‘Sainte-Marie’) qui le distinguait d’un autre Mande – Mande-Saint-Étienne – à quatre kilomètres au nord. Son église, très ancienne fut une des premières de la région méritant ainsi, d’après les historiens, le titre d’église-mère’.   
La localité, peut-être à l'origine plus d'importance que Bastogne, aurait atteint son âge d'or au XVe siècle.
À la fin de l’Ancien Régime, Mande-Sainte-Marie devient une municipalité. Mais le village se dépeuple. Le titre de municipalité est aboli en 1823, après quoi le hameau a été rattaché à la municipalité voisine de Sibret. L’église reste paroissiale jusqu’en 1877. Cependant la paroisse est transférée à Chenogne devenu plus important. L’église Sainte-Marie disparait en 1893. Sur son site, à l’extrémité du hameau, fut construite une chapelle. 

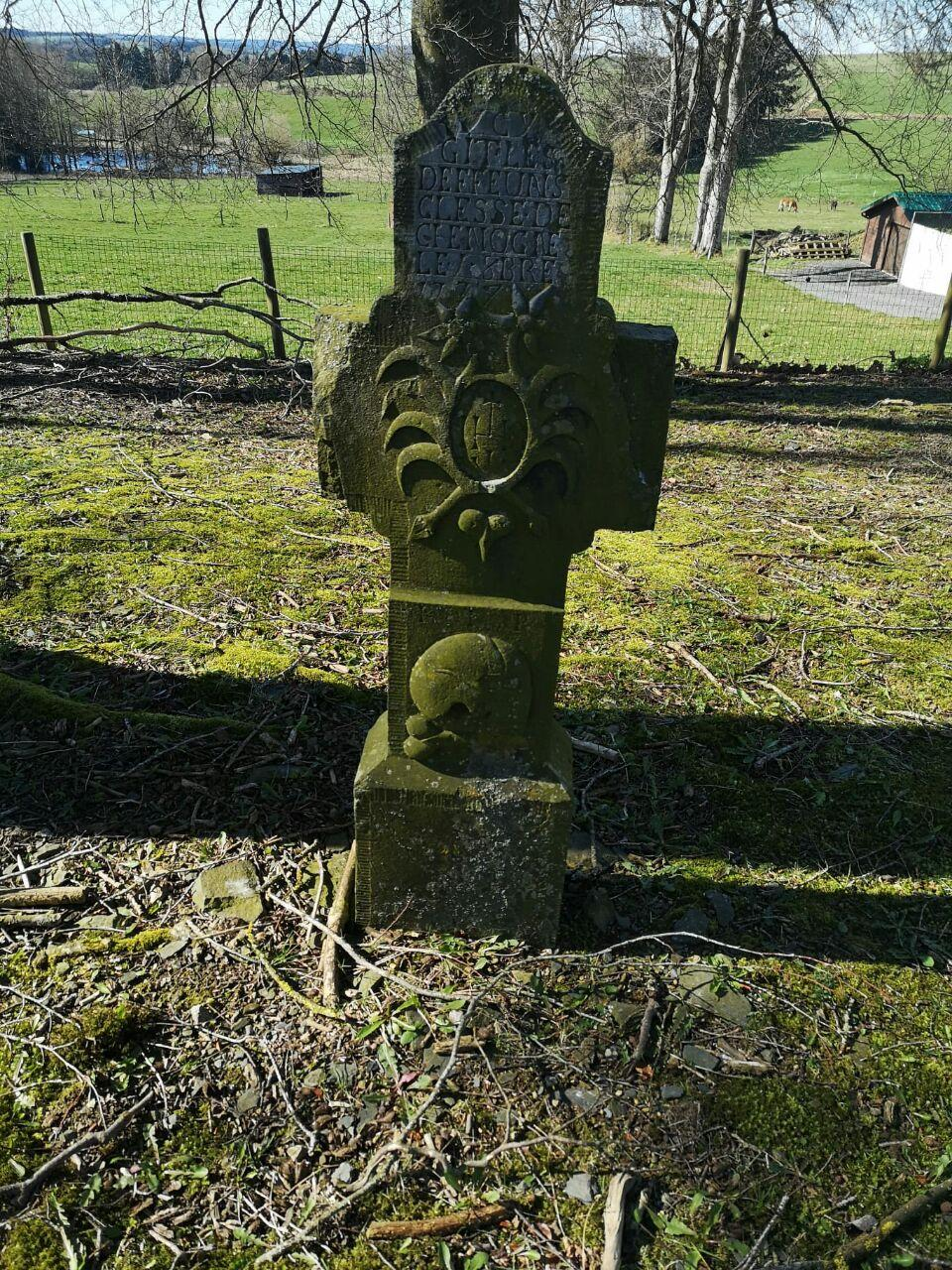
Croix funéraire dans l'enclos de la chapelle de Mande

Dans un enclos boisé la modeste chapelle, édifice du XXe siècle, abrite une statue de la Vierge-Marie (une pietà ?). Dans l’enclos quelques pierres tombales et croix funéraires des XVIIIe et XIXe siècles rappellent l’ancienne importance du hameau et son église disparue. À noter en particulier la pierre tombale d’un ancien curé de l’endroit, couchée au pied de l’autel.